# Rosier mousseux

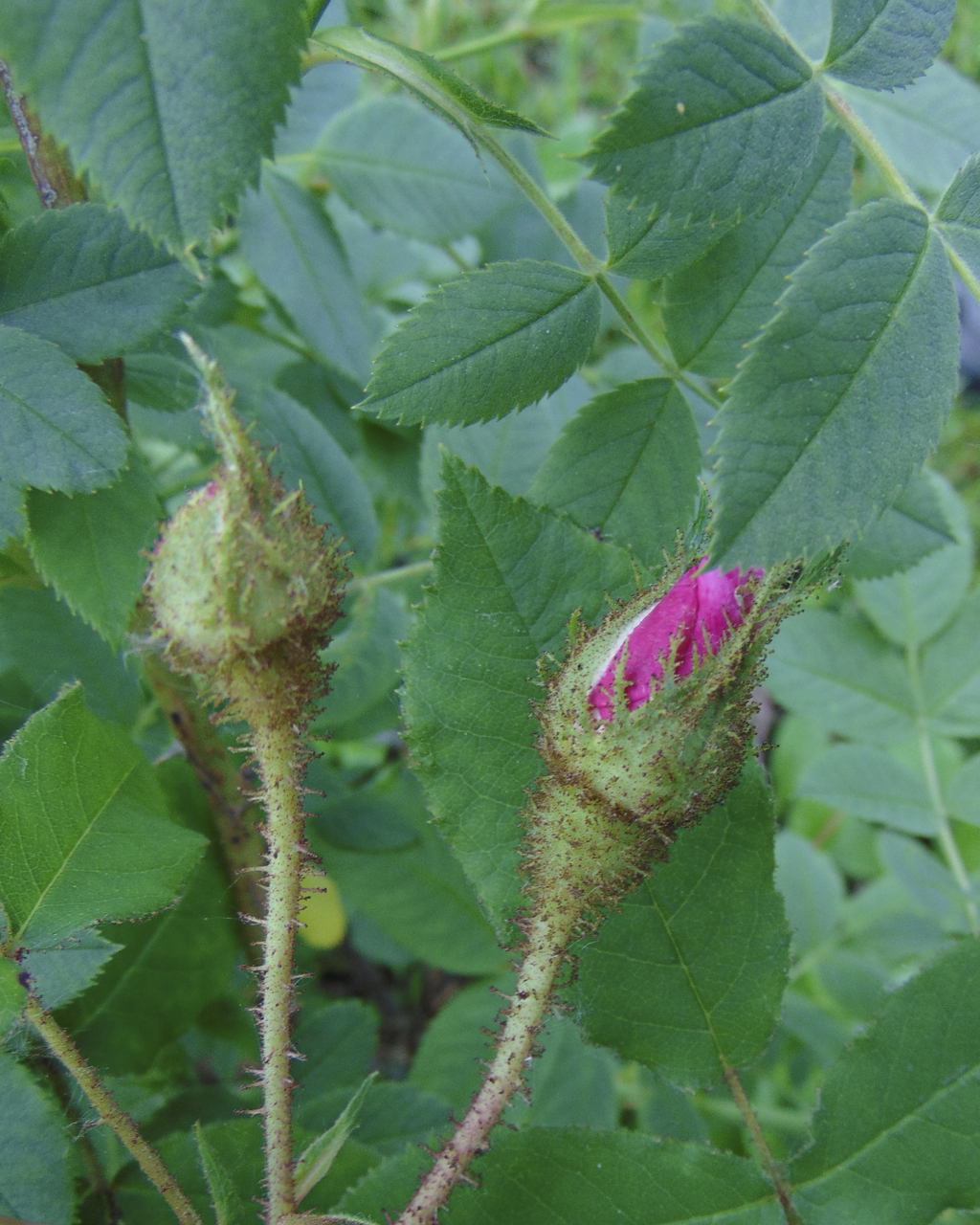
Le calice "mousseux" des rosiers mousseux.

Les rosiers mousseux, ou rosiers moussus (Rosa ×centifolia forma muscosa), sont des rosiers issus de mutations spontanées de l'espèce Rosa ×centifolia, le rosier cent-feuilles (et peut-être pour certains de Rosa ×damascena)

## Description

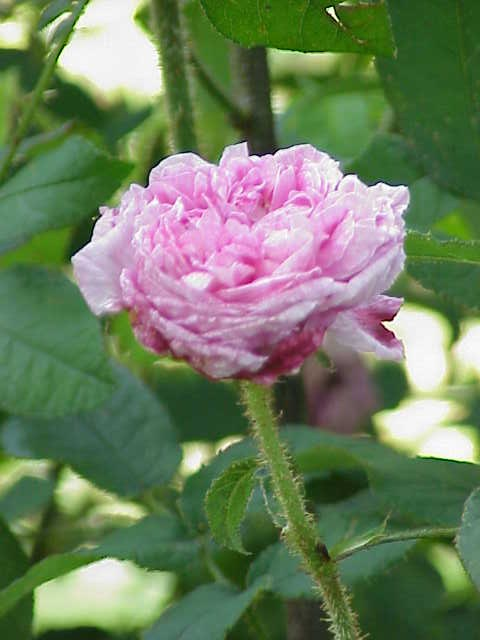
Rosa 'Moussu Ancien'.

Apparus à partir de la fin du XVIe siècle, ils présentent la particularité d'avoir le pédoncule et le calice des fleurs recouverts d'excroissances fines et enchevêtrées formant une sorte de « mousse » surtout visible sur les fleurs en boutons. Les fleurs sont très pleines (ou doubles) comme celles des rosiers à cent-feuilles, Rosa centifolia, formées d'innombrables pétales, de forme générale globuleuse et souvent plus parfumées. Les tiges sont souvent très bien pourvues en aiguillons. 
Ces mutations sont toujours stériles, et la multiplication végétative se fait par boutures de racines à l'automne.

## Histoire
En France, le premier rosier mousseux est signalé à Carcassonne en 1696 et en 1720 plusieurs sont cultivés à Leyde en Hollande. Les rosiers mousseux ont été populaires en France surtout dans la deuxième moitié du XIXe siècle. En 1850, ils sont une cinquantaine et il y en aura jusqu'à deux cents dont beaucoup ont disparu. Mais des créations nouvelles sont encore enregistrées au milieu du XXe siècle.

## Quelques cultivars célèbres[3]
- 'Alfred de Dalmas', Portemer père 1855, blanc rosé ;
- 'À Longs Pédoncules', Moreau-Robert, France 1854, rose ;
- 'Blanche Moreau' par Moreau-Robert, France 1880, blanc, parfumé à floraison assez tardive ;
- 'Capitaine John Ingram', Laffay, France 1856, aux fleurs très doubles cramoisi foncé, très fortement parfumées ;
- 'Catherine de Württemberg', 1843, rose-lilas à parfum discret ;
- 'Chapeau de Napoléon' ou 'Cristata', Vibert 1826, haut d'1,5 m, à fleurs très doubles en forme de chou rose foncé, parfumées ;
- 'Comtesse de Murinais', Vibert, 1843, premier mousseux aux fleurs blanches ;
- 'Deuil de Paul Fontaine', Fontaine 1873, à floraison continue de juin à octobre de grandes fleurs rouges doubles, en quartiers ;
- 'Docteur Marjolin', Robert & Moreau 1860, fleurs globuleuses rose franc ;
- 'Duchesse de Verneuil', Portemer père 1856, fleurs plates rose vif, rosier très vigoureux ;
- 'Général Kléber', Moreau-Robert, France 1856, aux fleurs d'un rose très doux ;
- 'Gloire des Mousseux' aux très grandes fleurs rose vif, doubles ;
- 'Eugénie Guinoisseau', Guinoisseau, 1864, aux fleurs parfumées formant de très grandes coupes pourpres ;
- 'James Veitch', Verdier, 1864, pourpre aux nuances ardoisées ;
- 'Madame de La Roche-Lambert', Robert, 1851, rose, très rustique ;
- 'Mousseux Ancien', Vibert, France 1825, rouge, très parfumé ;
- Muscosa, XVIIe siècle, haut de 2 mètres, à fleurs doubles, roses semblables à celles de R.x centifolia, très rustique ;
- Muscosa 'Alba', synonyme 'Shailer’s White Moss', 1788, blanches au centre rose pâle ;
- Muscosa 'Rubra', inconnu, rouge pourpre ;
- 'Mousseline', d'obtenteur inconnu vers 1855, à floraison ivoire continue parfumée ;
- 'William Lobb', 1855, pourpre à lilas  ;
- 'René d'Anjou', Robert 1854, aux pétales roses, froissés et très serrés ;
- 'Salet', Lacharme 1854, aux fleurs rose pur, odorantes, à floraison continue ;
- 'Souvenir de Pierre Vibert', Moreau-Robert 1867, cramoisi virant au marron ;
- 'Zoé', Vibert, France 1830, buisson de 1,20 m, à fleurs plates, doubles, rose vif.

## Galerie des rosiers mousseux

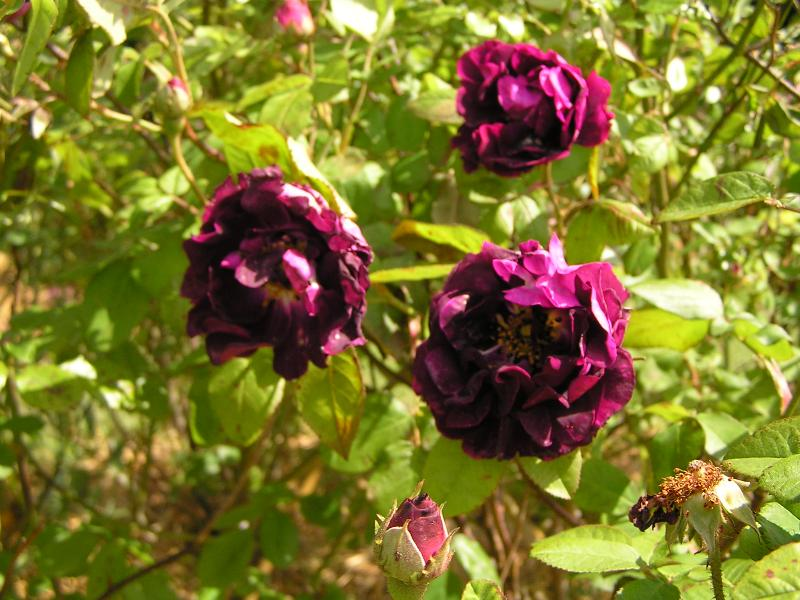
'The Bishop'.
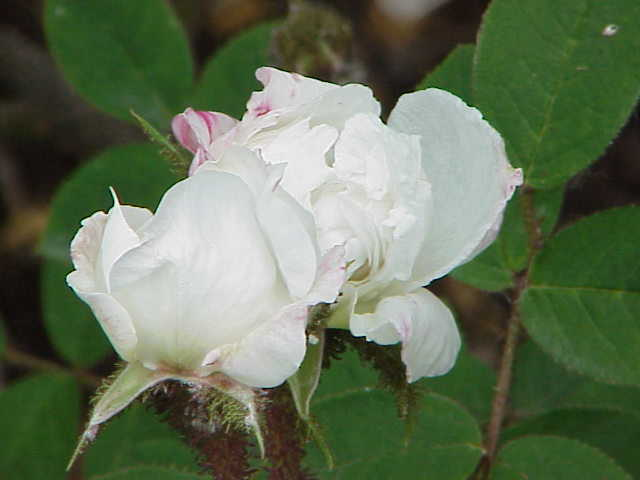
'Blanche Moreau'.
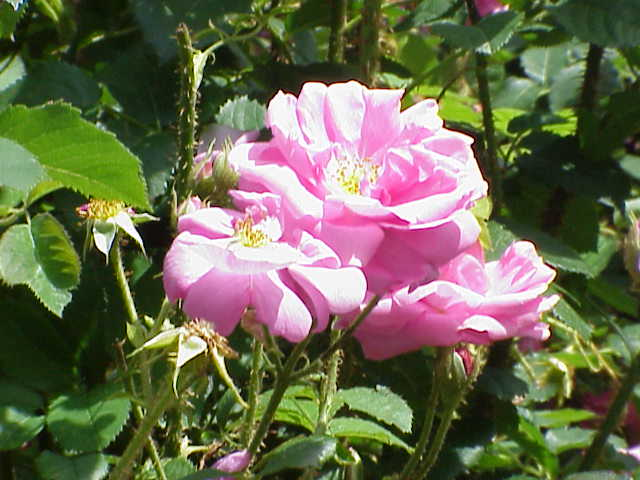
'À Longs Pédoncules'.
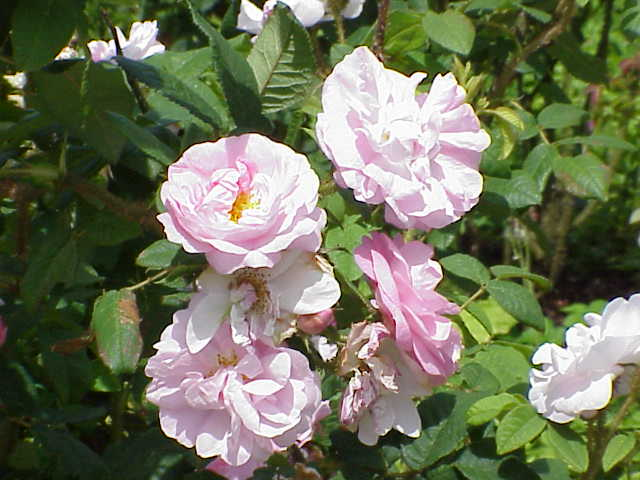
'Général Kléber'.
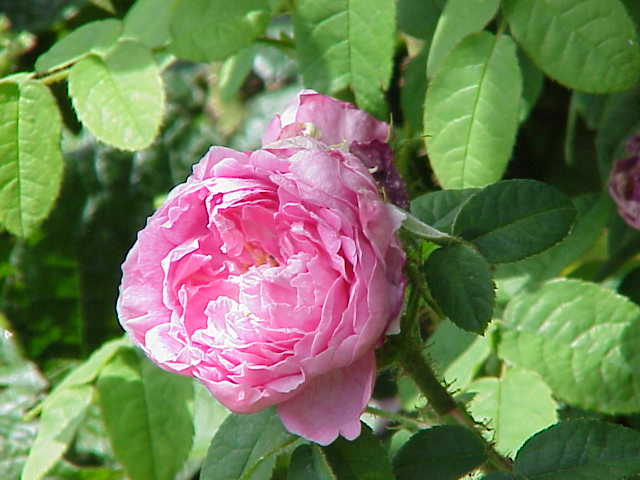
'Marie de Blois'.
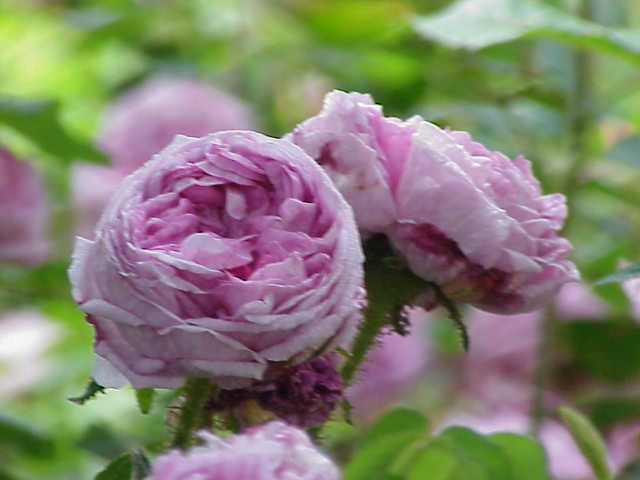
'Moussu Ancien'.
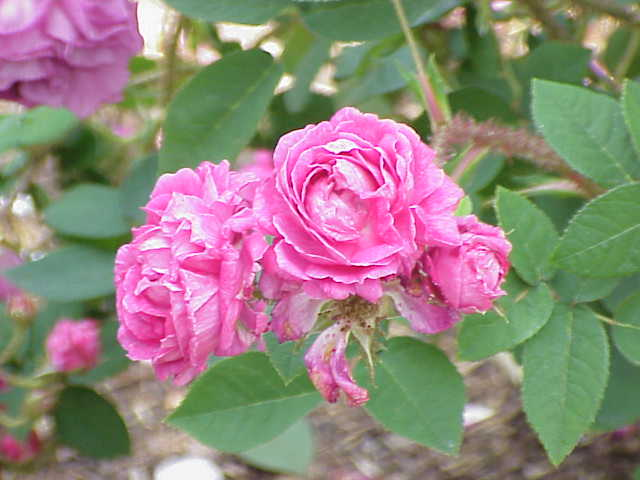
'Félicité Bohain'.
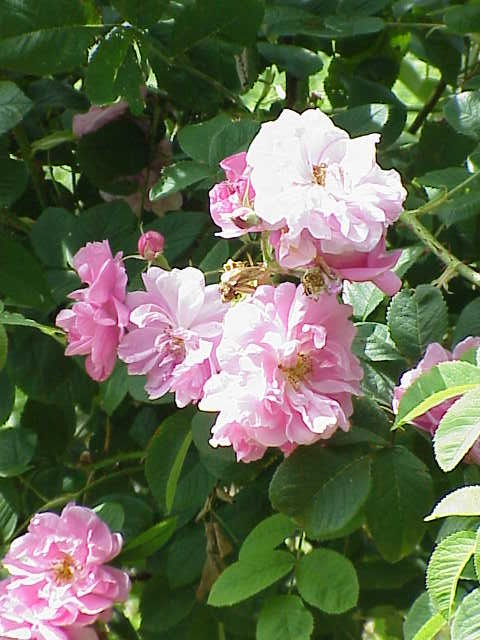
'Eugénie Guinoisseau'.
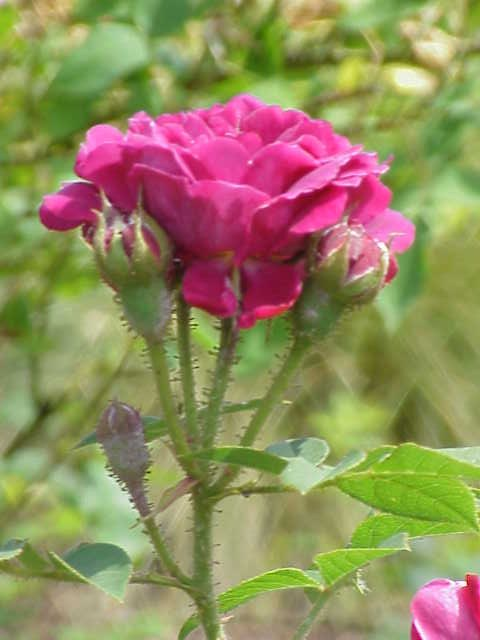
'Souvenir de Pierre Vibert'.
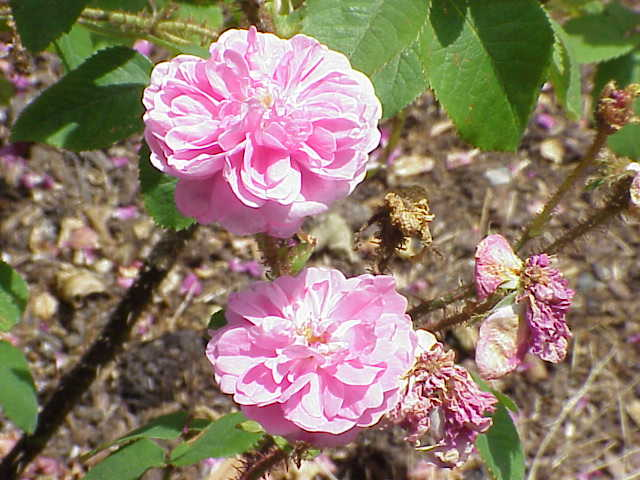
'James Mitchell'.